# Marathon Distribution
Marathon Distribution este o companie cu activități în distribuție și industria alimentară din România.
Compania deține 16 depozite, atât proprii, cât și închiriate, în Muntenia și Transilvania și un parc auto de 550 de autovehicule.
Compania distribuie produse alimentare către magazine de vânzare cu amănuntul retail, precum și ingerediente alimentare profesionale pentru unități de panificație, cofetării, patiserii și HoReCa.
Compania este deținută de doi oameni de afaceri, Aifun Suliman, român de naționalitate turcă, și Levent Atin, de origine turcă.
Cei doi dețin și compania producătoare de conserve din legume și fructe Contec Foods.
Cifra de afaceri în 2017: 410 milioane lei (93 milioane euro)